# Кенкияк (месторождение)
Кенкияк — нефтяное месторождение в Темирском районе Актюбинской области Казахстана, в 220 км к югу от Актобе. Относится к Восточно-Эмбинской нефтегазоносной области. В районе месторождения имеется аэропорт.
Нефть преимущественно легкая с плотностью 821—850 кг/м³, содержит серы 0,24—1,24 %, парафинов 1,53—6,76 %, смол 1,2—8,5 %. Для докунгурского продуктивного этажа характерно аномально высокое пластовое давление, составляющее 67,6 МПа в нижней перми и 79,6 МПа в карбоне. Пластовая температура достигает максимальных значений 98 °C. Дебиты нефти 18,4—150 м³/сут.
На месторождении разрабатываются залежи нефти в надсолевой толще. Подсолевая часть разреза завершена разведкой.
По состоянию на 01 января 2003 года балансовые запасы месторождения Кенкияк составляли 103 млн тонн, остаточные извлекаемые запасы — 17,2 млн тонн.
Суммарный продуктивный этаж на месторождении охватывает интервал от 160 до 4300 м. Разрез представлен переслаиванием песчаников разной степени цементации, алевролитов, гравелитов, глин и аргилитов. Отложения среднего карбона представлены известняками. Строение структуры по надсолевому и подсолевому комплексам резко отличаются.

## История месторождения
- 1958 — выявлена надсолевая структура
- 1959 — открыто месторождение, приуроченное к соляному куполу (в надсолевом разрезе выявлено 9 нефтяных горизонтов)
- 1971 — открыты залежи в нижнепермских отложениях (выделено 5 продуктивных горизонтов)
- 1979 — установлена массивная нефтяная залежь в карбонатной среднего карбона

## Операторы месторождения
Оператором месторождений является нефтяная компания CNPC-Актюбемунайгаз. Добыча нефти в 2010 году составила 2 млн тонн.